# Чахартак

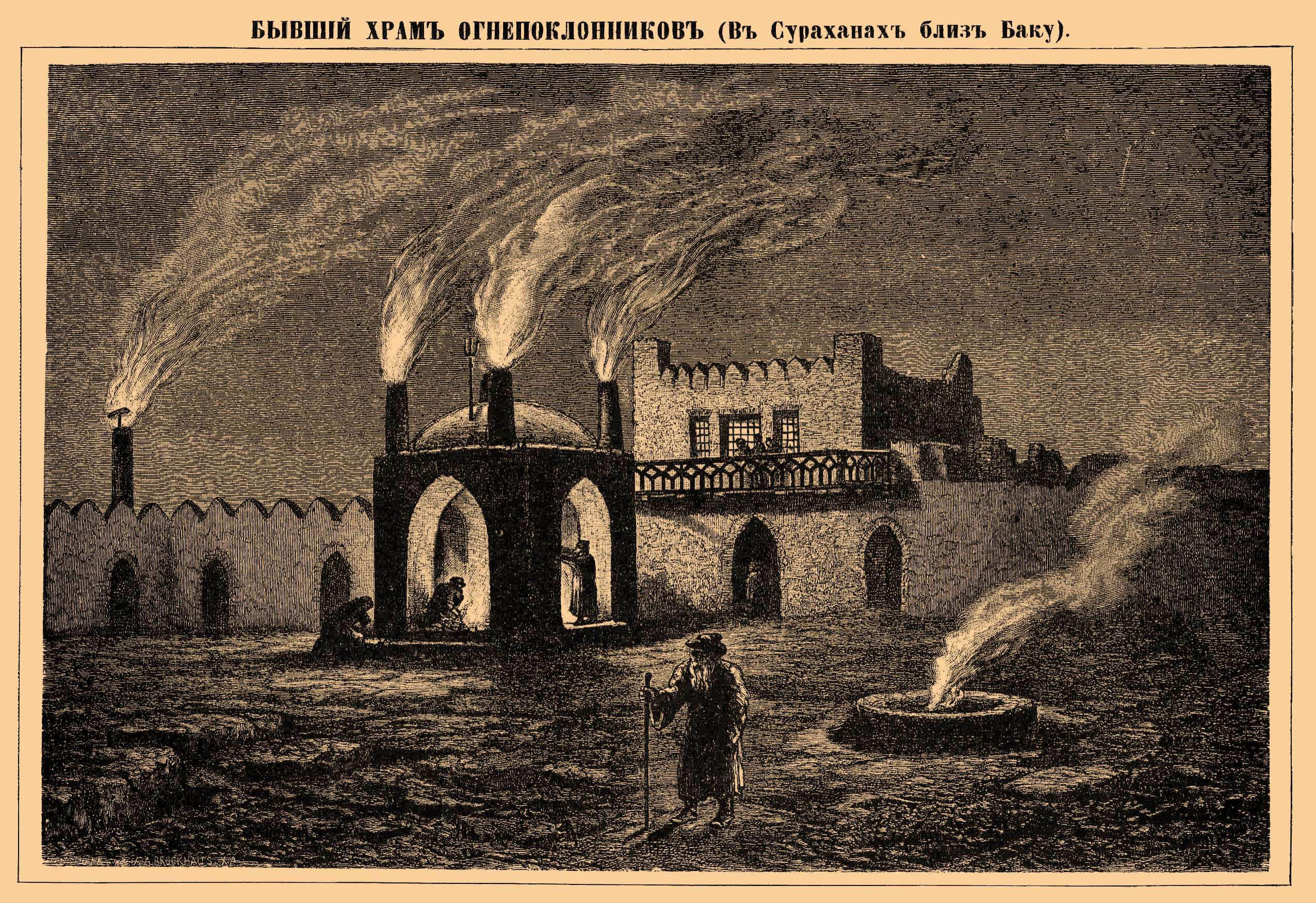
Ілюстрація з енциклопедичного словника Брокгауза і Ефрона (1890—1907)

Чахартак, чахартаґ (перс. چهارطاق) — кубічна споруда з куполом і чотирма арками, з чотирьох сторін. З'явився в епоху Сасанідів (III-VII століттях). Прототипом чахартаґа міг послужити тетрапілон, який ще не мав купола. Чахартак будувався з тесаного каменю і покривався штукатуркою. Спочатку форму чахартака мали зороастрійські храми, згодом ісламська архітектура адаптувала чахартаґ для будівництва мечетей і мавзолеїв. Зокрема, чахартак став основою П'ятничної мечеті в Ісфагані, де перехід від кубічної конструкції до напівсферичного купола досягли за допомогою тромпів.

## Галерея чахартаґів

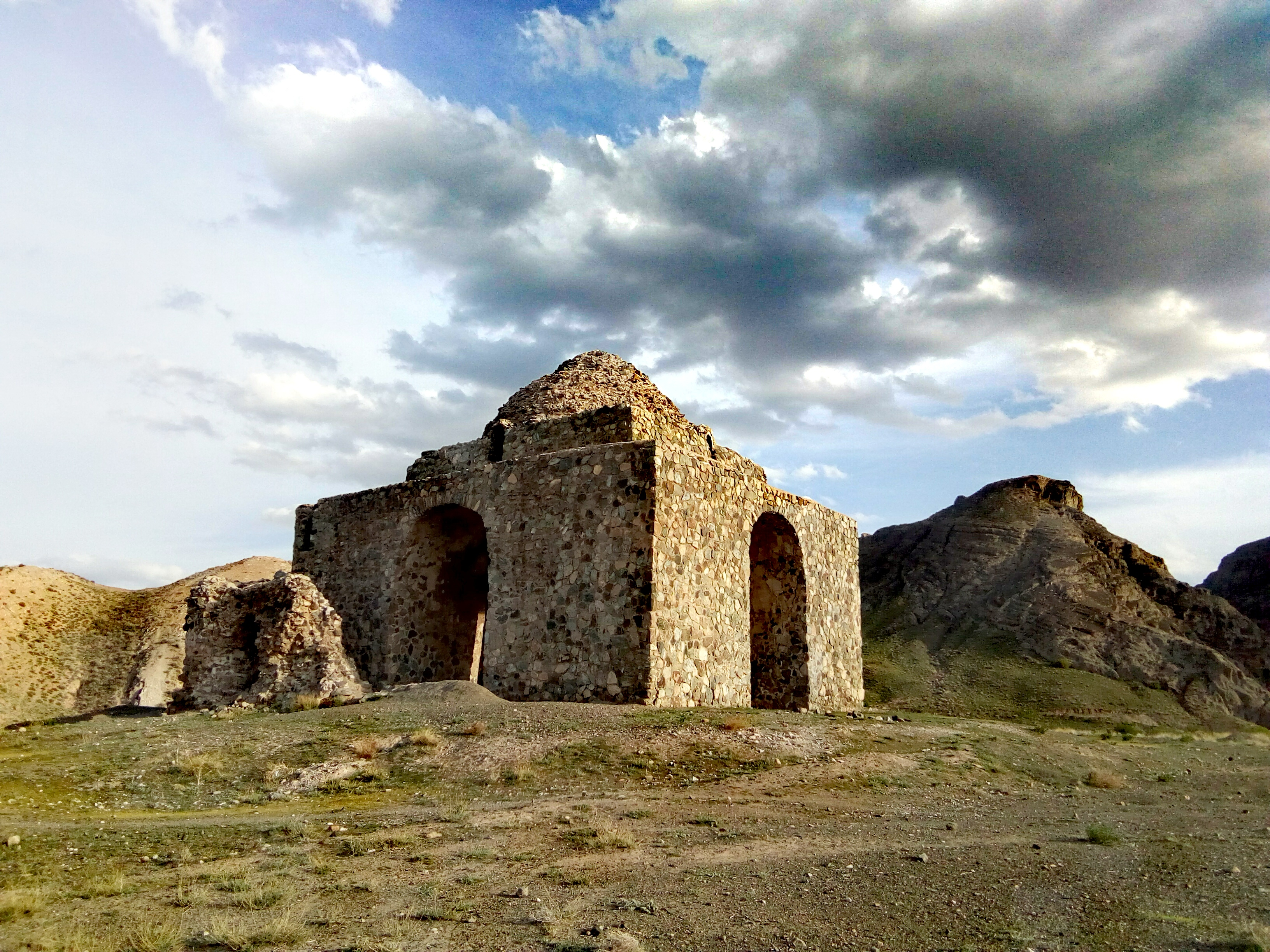
Храм вогню Базе Гур, Парфянське царство
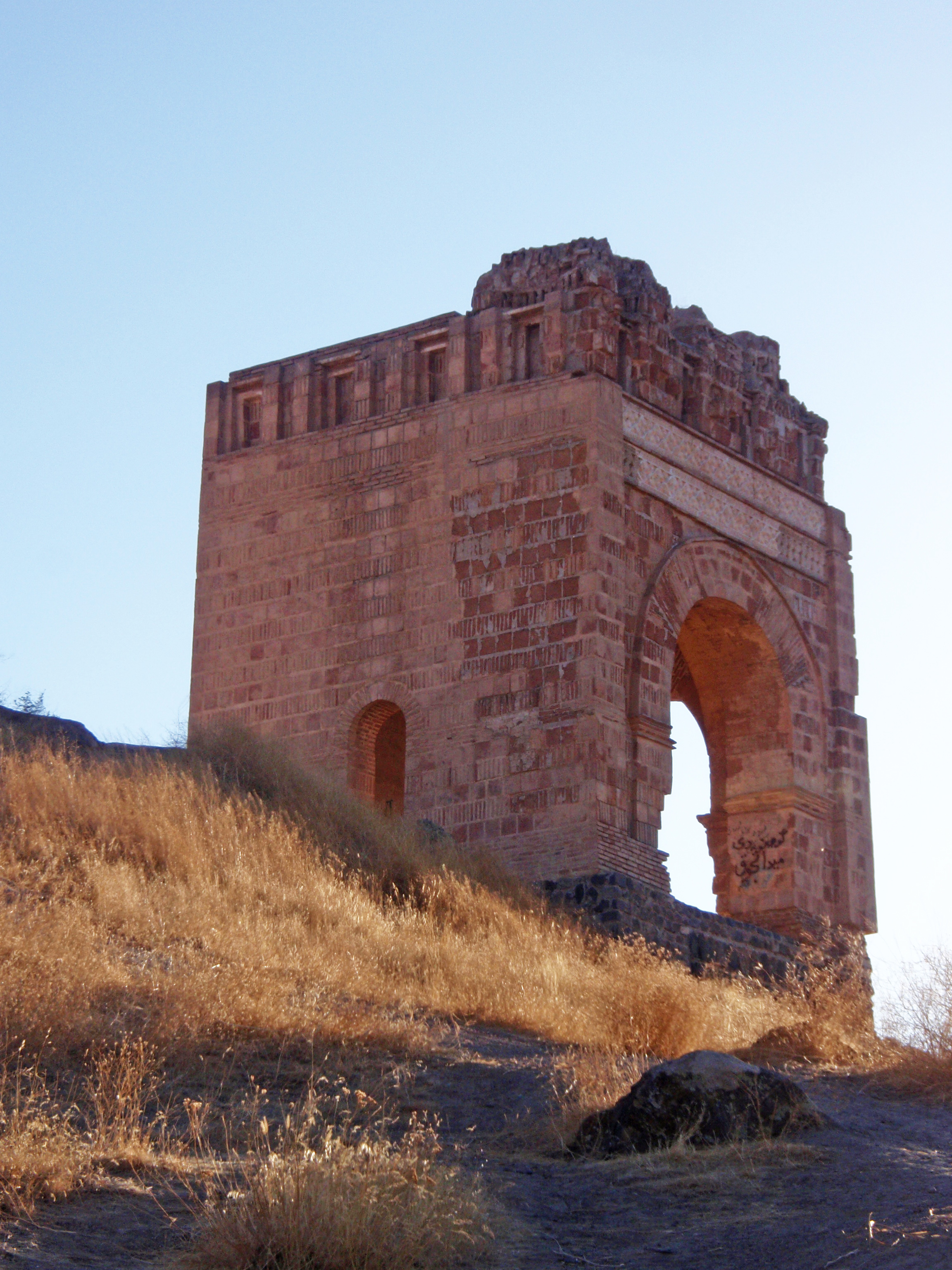
Чахарак фортеці Загак, Парфянське царство
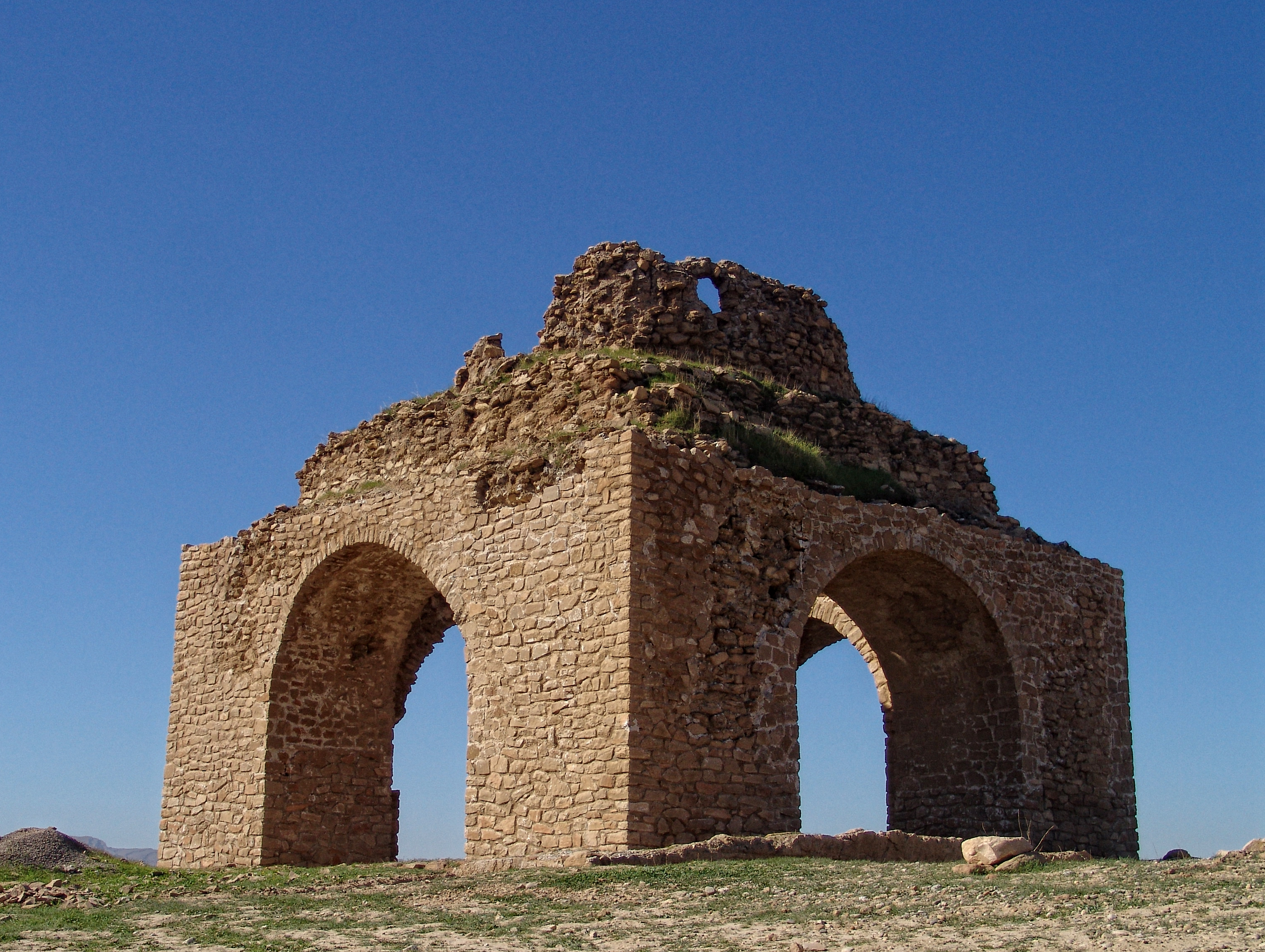
Чахартак Хейрабад, династія Сасанідів
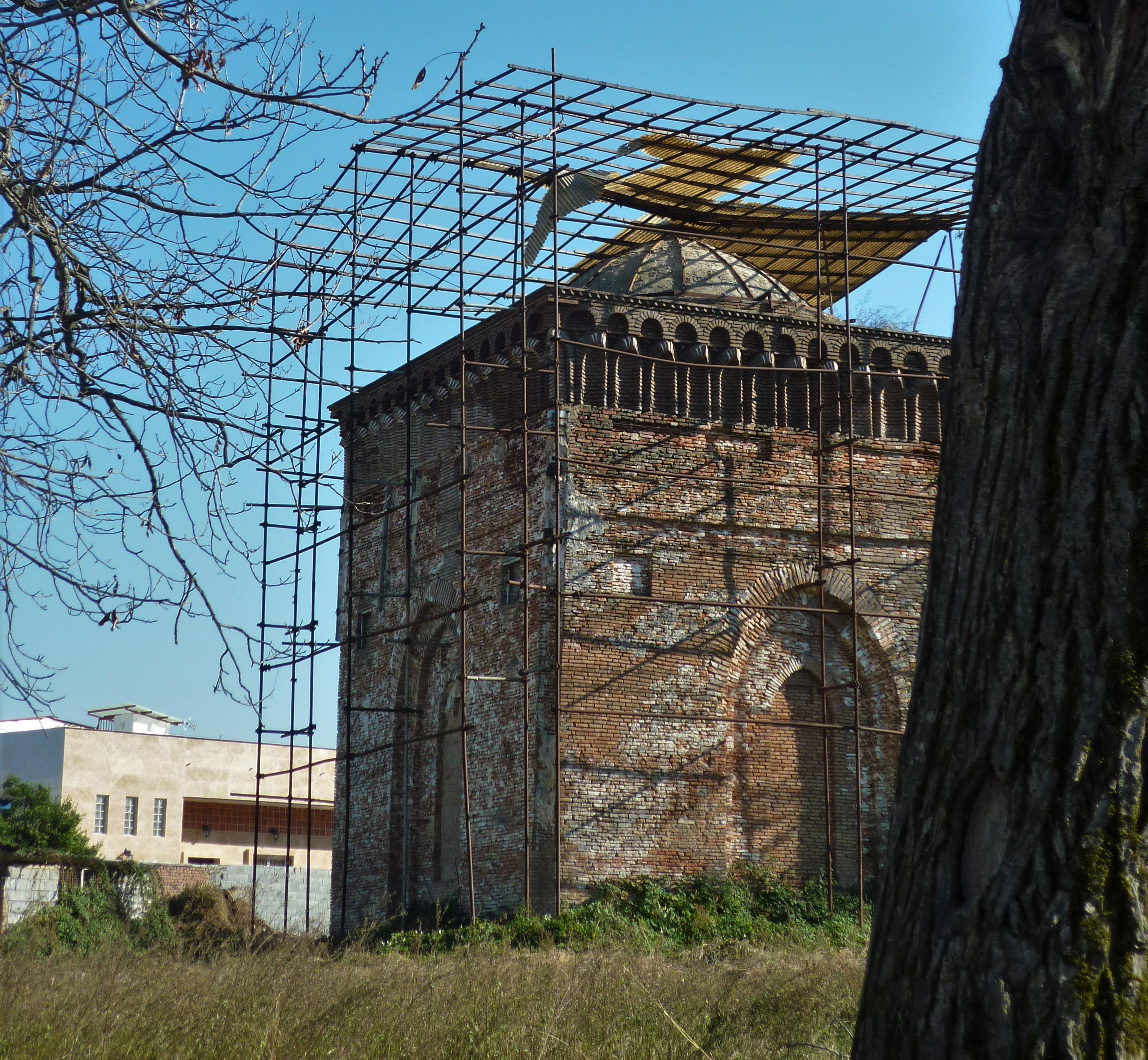
Амольський храм вогню[en], Іран
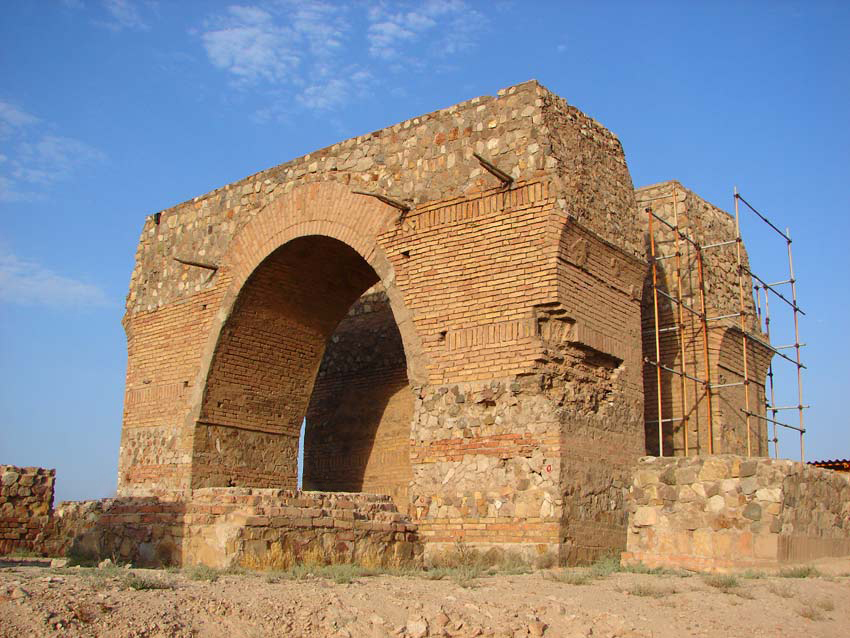
Бахрамський храм вогню[en], Іран
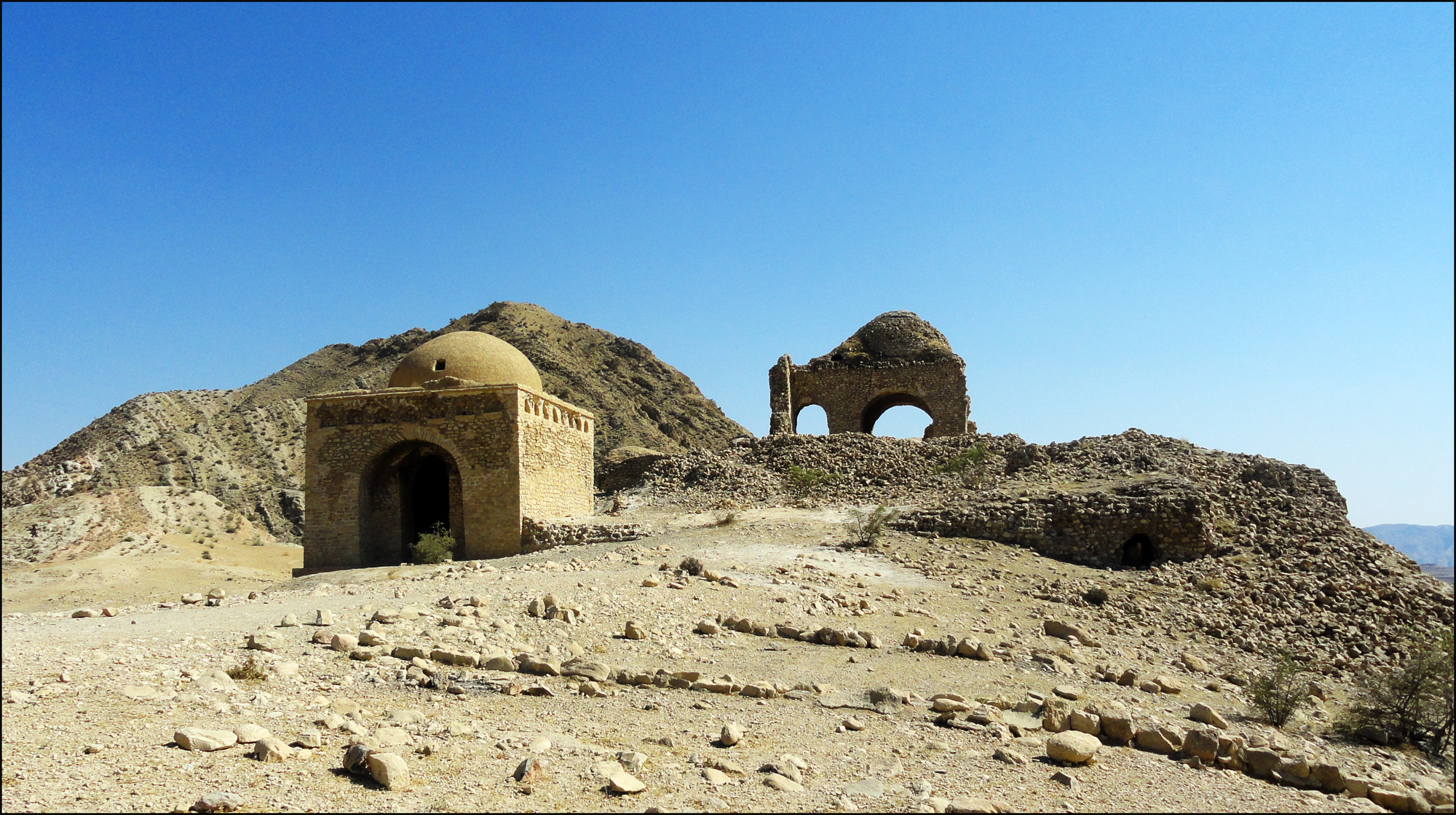
Конарсіяхський чахартак
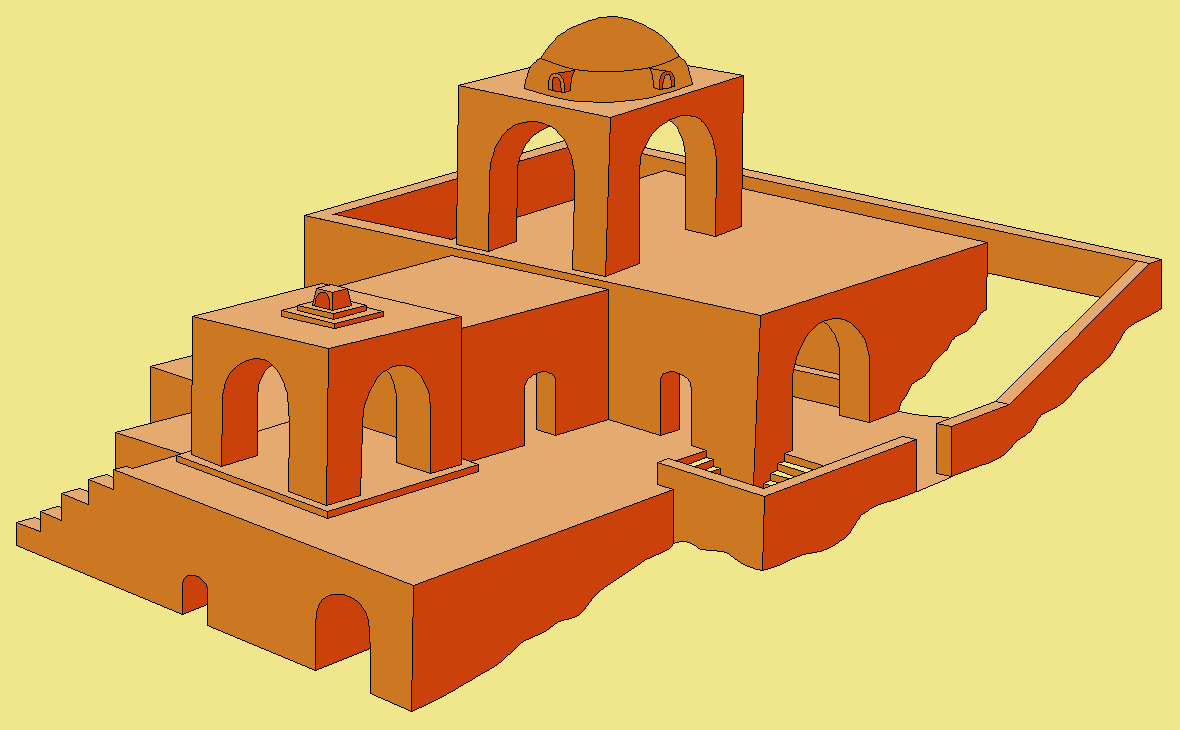
Чахартак вогняного храму Харпак в Аб'яне, Іран
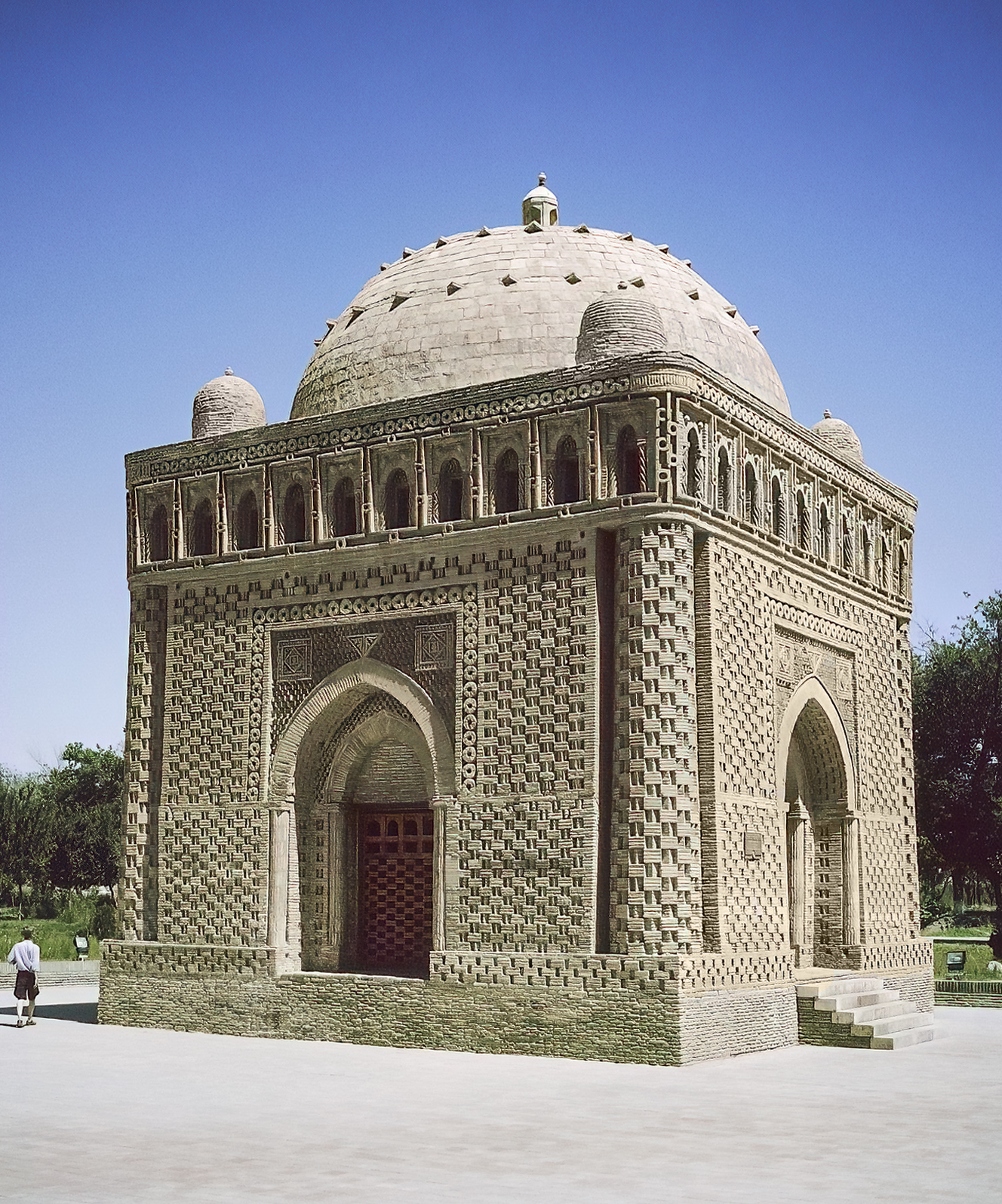
Мавзолей Саманідів, Узбекистан
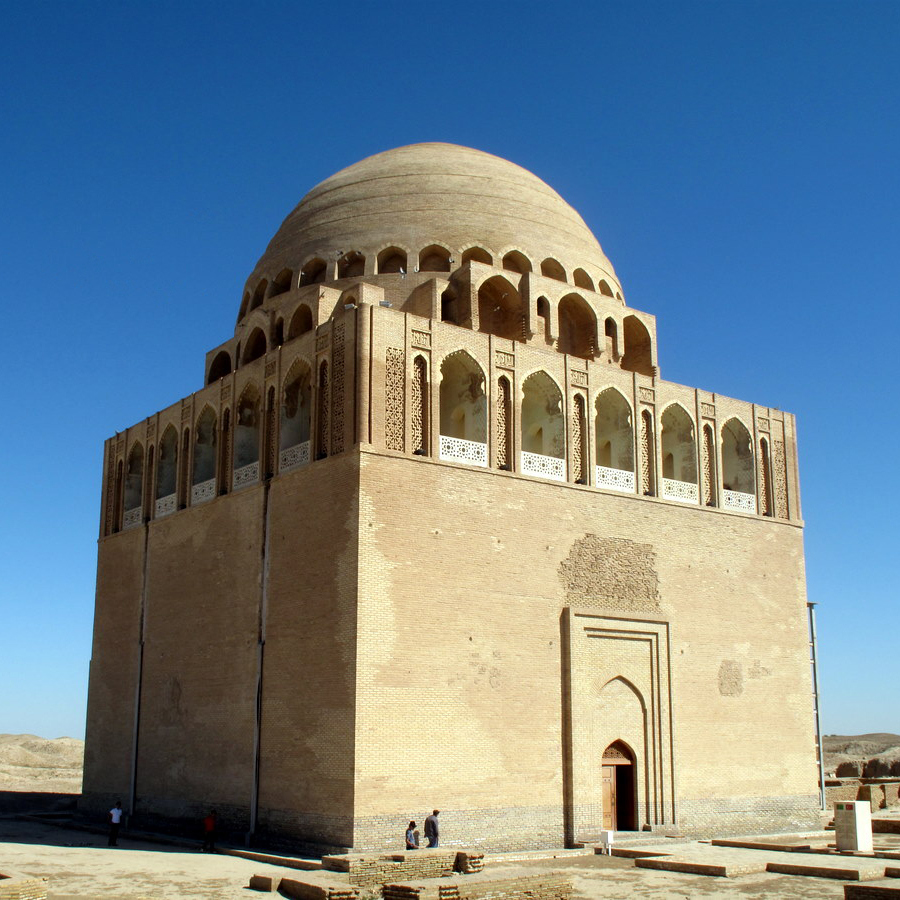
Мавзолей Санджара, Таджикистан
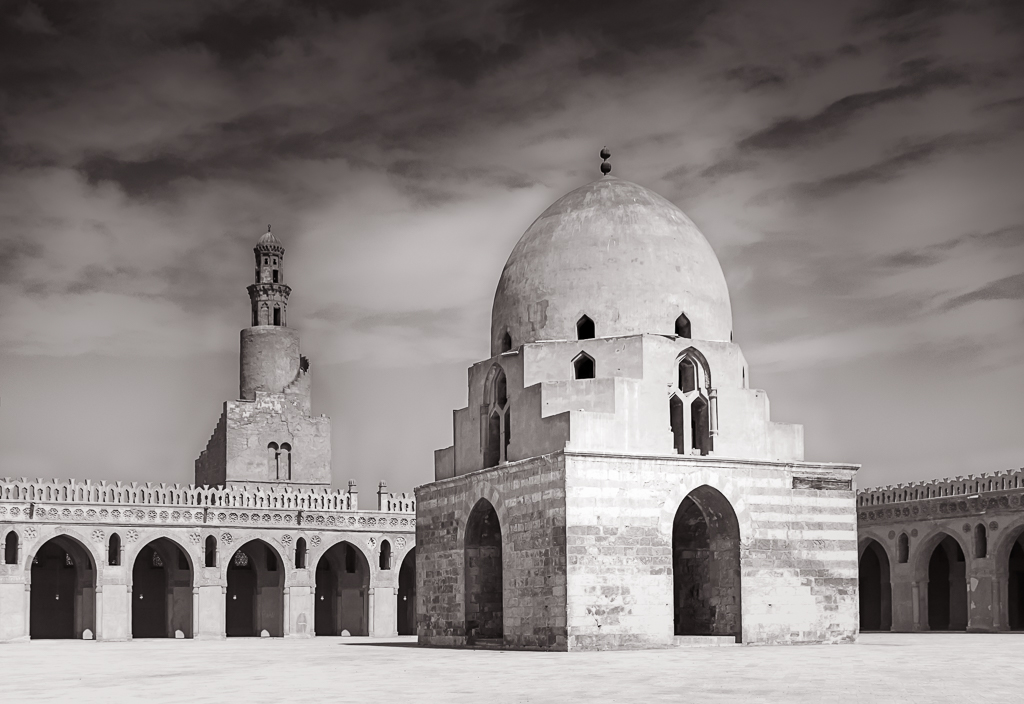
Мечеть Ібн-Тулуна (Каїр), Єгипет
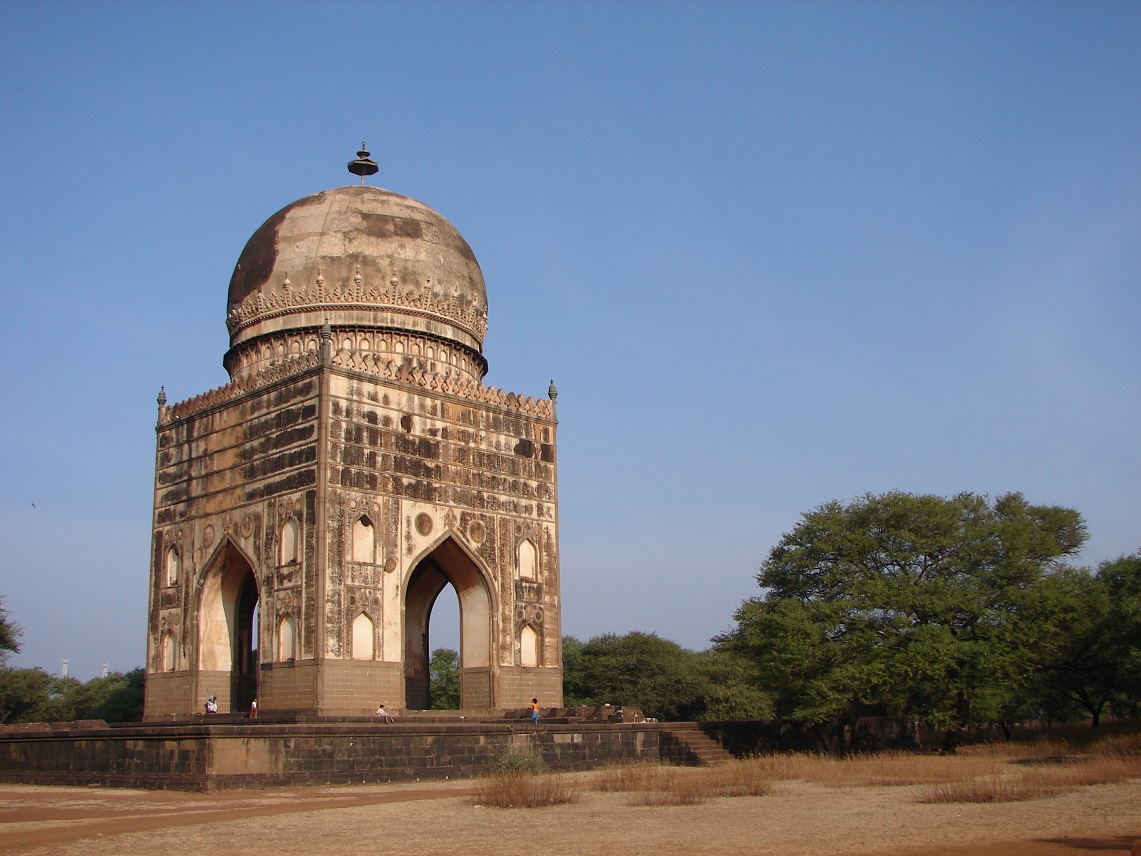
Мавзолей Баріда Шахі[en], Індія

## В сучасній архітектурі

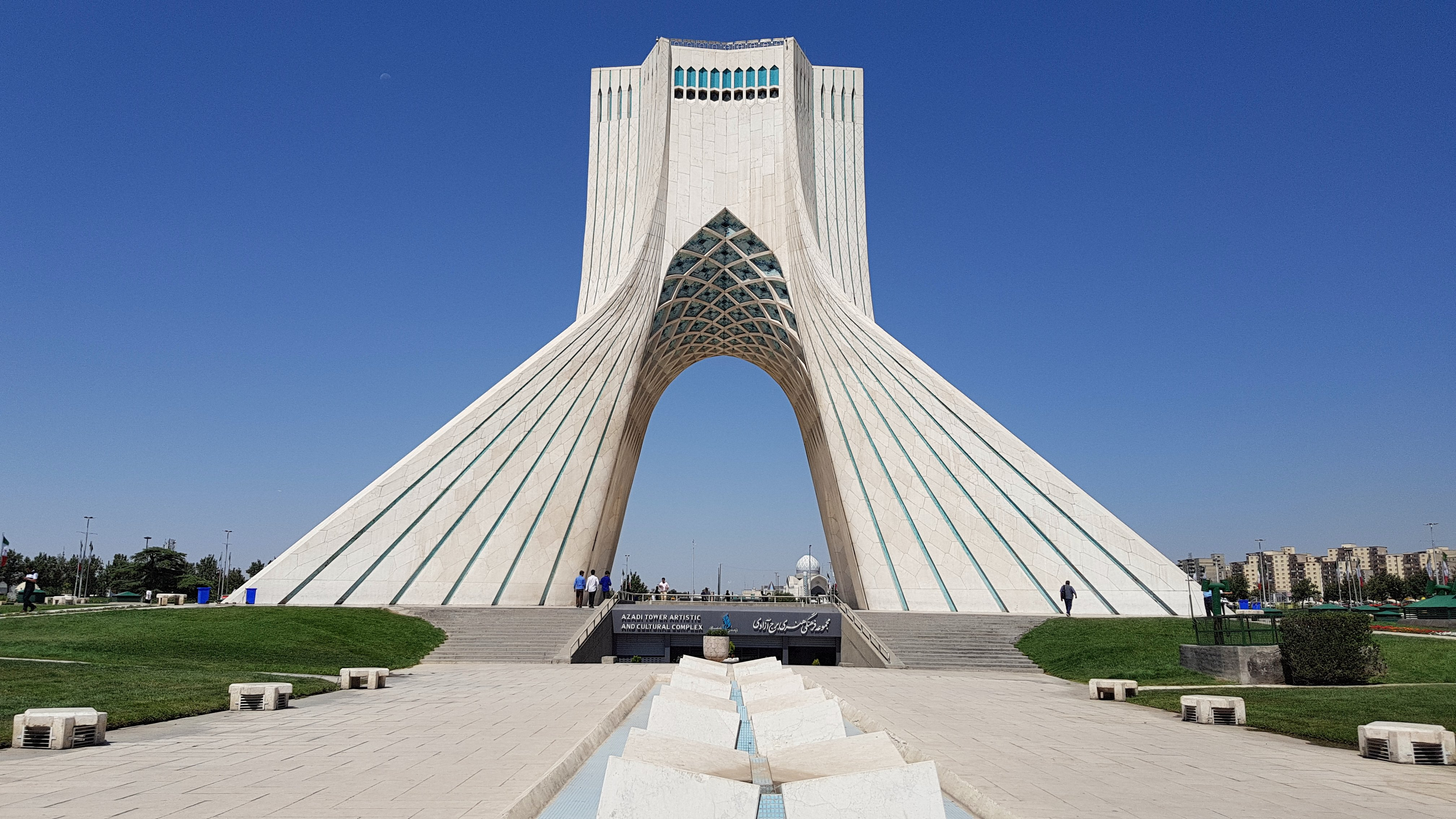
Башта Азаді — Тегеран, Іран
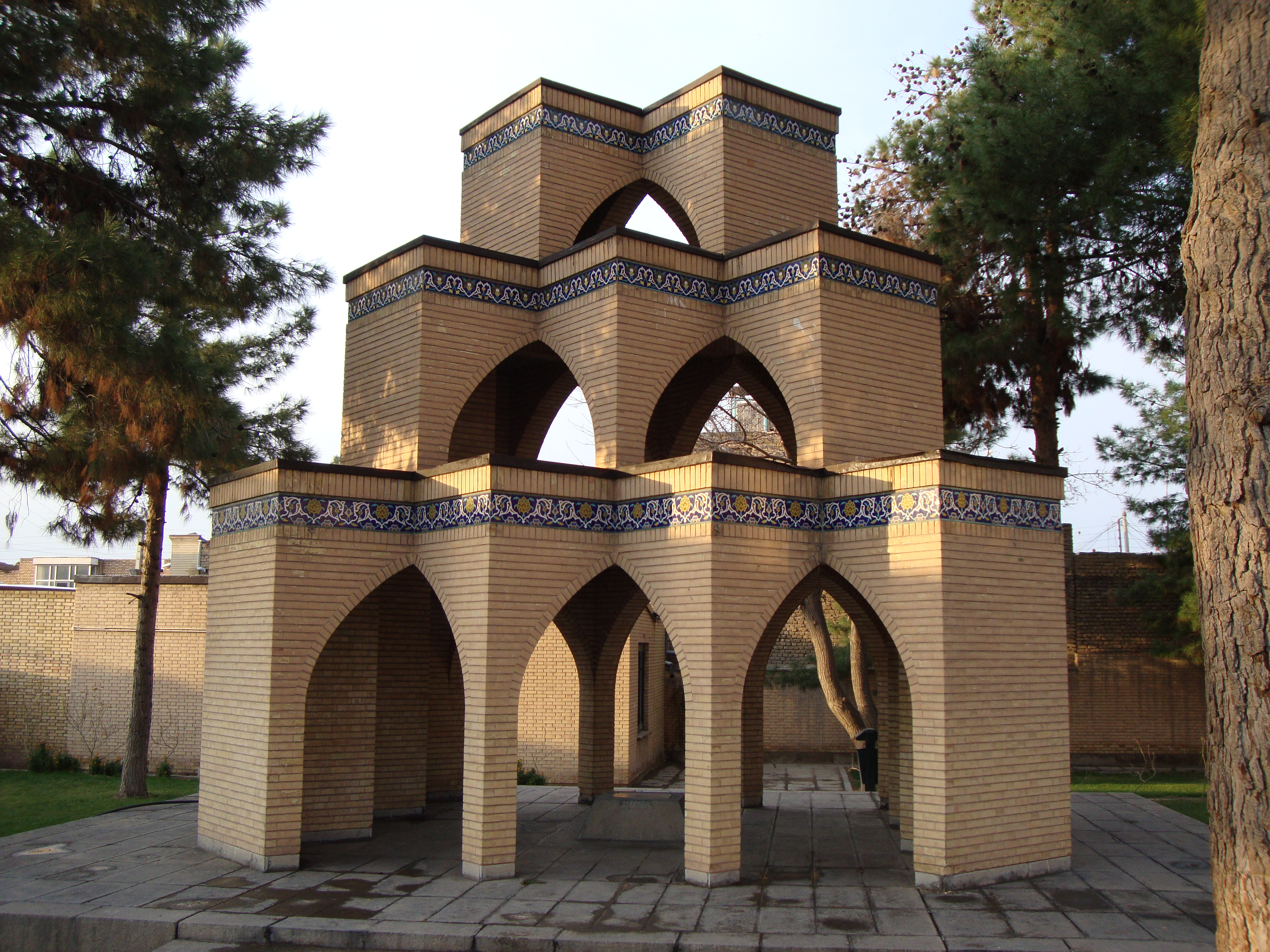
Пам'ятник Молла Хоссейну Кашефі — Сабзевар, Іран
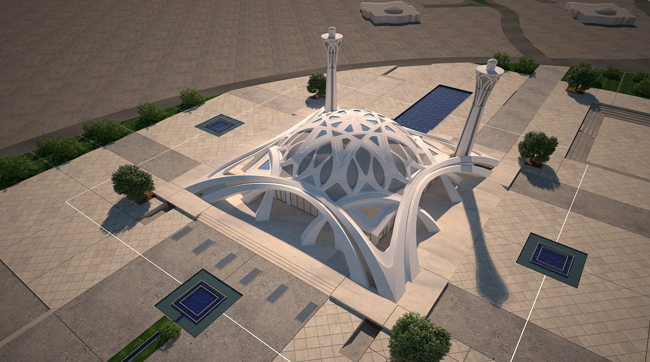
Мечеть міжнародного конференц-центру — Ісфаган, Іран